# 石垣市立平久保小学校
石垣市立平久保小学校（いしがきしりつ ひらくぼしょうがっこう）は、かつて沖縄県石垣市にあった市立小学校である。

## 概要
石垣島の最北端近くに位置し、石垣島北部の平久保地区、久宇良地区、平野地区、吉野地区を校区としていた。児童数の減少や施設の老朽化のため、2023年度末で閉校した。

## 沿革
- 1949年（昭和24年）4月5日 - 白保小学校平久保小学校分校として開校。
- 1950年（昭和25年）1月25日 - 白保中学校平久保分校の設置が認可され、小中併置校となる。
- 1953年（昭和28年）7月29日 - 伊野田小学校平久保分校及び伊野田中学校平久保分校となる。
- 1957年（昭和32年）
  - 3月2日 - 単独校となり、大浜教育区平久保小学校及び平久保中学校に改称。
  - 11月20日 - 新校舎落成（普通教室3、教員宿舎3）。
- 1963年（昭和38年）4月1日 - 平久保中学校が伊原間中学校に統合。平久保小学校は小学校のみの単独校となる。
- 1964年（昭和39年）6月1日 - 市町村合併により、石垣教育区立平久保小学校となる。
- 1972年（昭和47年）5月15日 - 本土復帰に伴い、石垣市立平久保小学校となる。
- 1979年（昭和54年）7月15日 - 体育館落成式典挙行。
- 1982年（昭和57年）6月30日 - 新校舎落成式典挙行[6]。
- 2021年（令和3年）4月1日 - 休校[7][8]。
- 2024年（令和6年）3月31日 - 閉校。